# Rhipidia servilis
Rhipidia servilis är en tvåvingeart som först beskrevs av Alexander 1932.  Rhipidia servilis ingår i släktet Rhipidia och familjen småharkrankar. Inga underarter finns listade i Catalogue of Life.